# Пучков Дмитро Юрійович
Дми́тро Ю́рійович Пучко́в (творчий псевдонім — старший оперуповноважений «Ґоблін» або Goblin; 2 серпня 1961, Кіровоград, Українська РСР, СРСР) — російський перекладач-самоук, автор численних перекладів, зокрема пародійних голлівудських фільмів та серіалів, письменник і мережевий публіцист. Організовує також розробку комп'ютерних ігор.
Працював у бібліотеці Академії наук СРСР на посаді бібліотекаря, потім у міліції на посаді старшого оперуповноваженого карного розшуку. За його словами, наразі «як крокодил Гена, працює сам собою»: мається на увазі, що Пучков став досить відомою людиною й продовжує працювати над цим, словом «займатися самопіаром».
З 15 січня 2023 року перебуває під санкціями РНБО за антиукраїнську діяльність.

## Життєпис
Народився 2 серпня 1961 року в родині військовослужбовця в Кіровограді. У школу пішов в Україні, ріс у Ленінграді. Десятий клас закінчив у Німеччині під Берліном, у школі № 89 населеного пункту Вюнсдорф, шостому за рахунком навчальному закладі.
Після одержання атестата зрілості закінчив автошколу ДОСААФ і три місяці до призову в армію пропрацював шофером автомобіля ГАЗ-51. Одружився 5 квітня 1980 року. Відслужив строкову службу у військах військово-транспортної авіації, водієм повітрозаправника на базі ЗиЛ-131. Дмитро Юрійович плутається в тому, до якого звання він дослужився — до сержанта або ж до єфрейтора. Демобілізувався в 1982 році.
Після демобілізації якийсь час працював автослюсарем, потім водієм самоскида IFA, опісля водив великовантажні тягачі. Хвороба сина змусила Дмитра знятися з місця й переселитися в південні республіки СРСР, зокрема Казахстан. Доводилося переходити з однієї роботи на іншу. До початку дев'яностих Гоблін встиг змінити професії таксиста, шліфувальника, коваля, слюсаря, сантехніка, електрика.
В 1992 році вступив на службу в міліцію Санкт-Петербурга на посаду міліціонера. Потім став кінологом, незабаром закінчив спеціальну школу міліції. За його власними словами, «робота не обтяжувала; навіть те, що кабінет був обладнаний прямо в камері у внутрішній в'язниці ГУВД на Ливарному проспекті, не бентежило». Нещодавно Дмитро дав точну відповідь, де і як працював: був вартовим у в'язниці, а пізніше керував тюремною оперчастиною. Звільнився з міліції 1998 року з посади старшого оперуповноваженого, у званні старшого лейтенанта. Про звільнення, знову ж таки зі слів самого Дмитра: «пішов з органів, коли дружина зайнялася комерцією: розв'язання комерційних проблем на посаді опера вважав неетичним. До мого звільнення дружина напрацювала на цілий магазин». Далі влаштувався на посаду продавця радіоапаратури, через рік звільнився, і невдало намагався повернутись на колишню посаду в міліції. Тоді ж, в 1999 році, Дмитро Пучков відкрив власний блог-сайт «Тупичек Гоблина»(рос.) і почав працювати автором статей, переважно для ігрових видань, де писав під псевдонімом Goblin.
Широку відомість Дмитро Goblin Пучков отримав після появи «гумористичного перекладу» для перших двох фільмів з кінотрилогії Володар перснів, співавтором якого він був. Одним з головних авторів текстів для обох фільмів був Євген Овсянніков (вказаний під псевдонімом Сидір Лютий), крім того, за словами Дмитра, активну участь у створенні «перекладу» для першої частини брали відвідувачі його сайту:
Після появи фільму «Володар перснів» відвідувачі форуму мого сайту «Тупичок Гобліна» почали його обговорювати. Я висловив думку, що орки — урки, Горлум — Голий тощо Так за звичайними жартами з'явилась ідея повністю перекласти фільм в гумористично-глумливій формі, зробити пародію. Безпосередню участь в процесі взяв приятель Євген на прізвисько Сидір Лютий, викладач в одному з пітерських вузів. Прізвище не викриваю, аби студенти не відали, як він розважається. Євген зводив жарти, в авторстві яких взяли участь багато з відвідувачів форуму, до єдиної сюжетної лінії. Після появи продукту, названого «Братва і перстень», відвідувачі форуму висловили думку, що використані штампи із радянських фільмів, як то «Замуровали, демоны!»(рос.) — смішно, але набагато веселіше звучали відсебеньки. Другу частину «Дві зірвані башти» Євген робив вже майже без сторонньої допомоги.

4 серпня 2022 Youtube видалив особистий канал Дмитра Пучкова. Адміністрація хостингу пояснила це рішення тим, що «Гоблін» порушив правила спільноти.

## Ставлення до України
Стверджує, що в Україні 2014 року відбувся «організований ЦРУ США державний переворот», після якого почала будуватися «фашистська тоталітарна держава» з «репресіями на рівні сталінських».
У 2022 році підтримав вторгнення Росії в Україну.
Через свій сайт Пучков збирає кошти для підтримки окупованих Росією частин Донецької та Луганської області.
У виданні «Комсомольська правда» стверджував, що Зеленський потрібен лиш для того, щоб підписати акт капітуляції.
У своєму телеграм-каналі поширював дезінформацію про нібито обстріл цивільної машини в якій знаходилась жінка та 16-річна донька зі сторони українських військових.

### Санкції
У грудні 2022 року внесений до санкційних списків Євросоюзу (9-й пакет санкцій за вторгнення Росії в Україну). Євросоюз зазначає, що 2014 року Пучков опублікував книгу «Україна — це Росія», в якій він відтворив основні тези російської пропаганди, що Україна не є незалежною державою. 
У березні 2022 року, Пучков підтримав агресію Росії проти України й знову повторив основні тези російської пропаганди, таким чином, на думку Євросоюзу, «Пучков несе відповідальність за підтримку політики, яка загрожує суверенітету та незалежності України».
З 21 грудня 2022 року доданий до санкційного списку Швейцарії.
З 15 січня 2023 року доданий до санкційного списку України.

## Перекладені російською мовою фільми
- Затойчи / Затоичи «Гоблин» / Zatoichi «Goblin» (2003)
- Телохранитель «Гоблин» / Yojimbo «Goblin» (1961)
- Водный мир «Гоблин» / Waterworld «Goblin» (1995)
- Нечто / Тварь «Гоблин» / The Thing «Goblin» (1982)
- Терминатор «Гоблин» / The Terminator «Goblin» (1984)
- Терминатор 2: Судный день «Режиссерская версия» / Terminator 2: Judgment Day «Director's Cut» (1991)
- Отряд Америка: Всемирная Полиция «Гоблин» / Team America: World Police «Goblin» (2004)
- Снайпер «Гоблин» / Sniper «Goblin» (1993)
- Большой куш (Спи*дили) «Гоблин» / Snatch «Goblin» (2000)
- Большой куш (Спи*дили) «Режиссёрская версия» / Snatch «Director's cut» (2000)
- Сид и Нэнси «Гоблин» / Sid and Nancy «Goblin» (1986)
- Шрек «Гоблин» / Shrek «Goblin» (2001)
- Шрек 2 «Гоблин» / Shrek 2 «Goblin» (2004)
- Убийца сёгуна «Гоблин» / Shogun Assassin «Goblin» (1980)
- Скины / Бритоголовые «Гоблин» / Romper Stomper «Goblin» (1992)
- Обитель зла «Гоблин» / Resident Evil «Goblin» (2002)
- Бешеные Псы «Гоблин» / Reservoir Dogs «Goblin» (1992)
- Красная жара «Гоблин» / Red Heat «Goblin» (1986)
- Рэмбо 2 «Гоблин» / Rambo: First Blood Part II «Goblin» (1985)
- Криминальное (Бульварное) Чтиво «Гоблин» / Pulp Fiction «Goblin» (1994)
- Хищник «Гоблин» / Predator «Goblin» (1987)
- Постал «Гоблин» / Postal «Goblin» (2007) DVD Rip